# Lehká letadlová loď

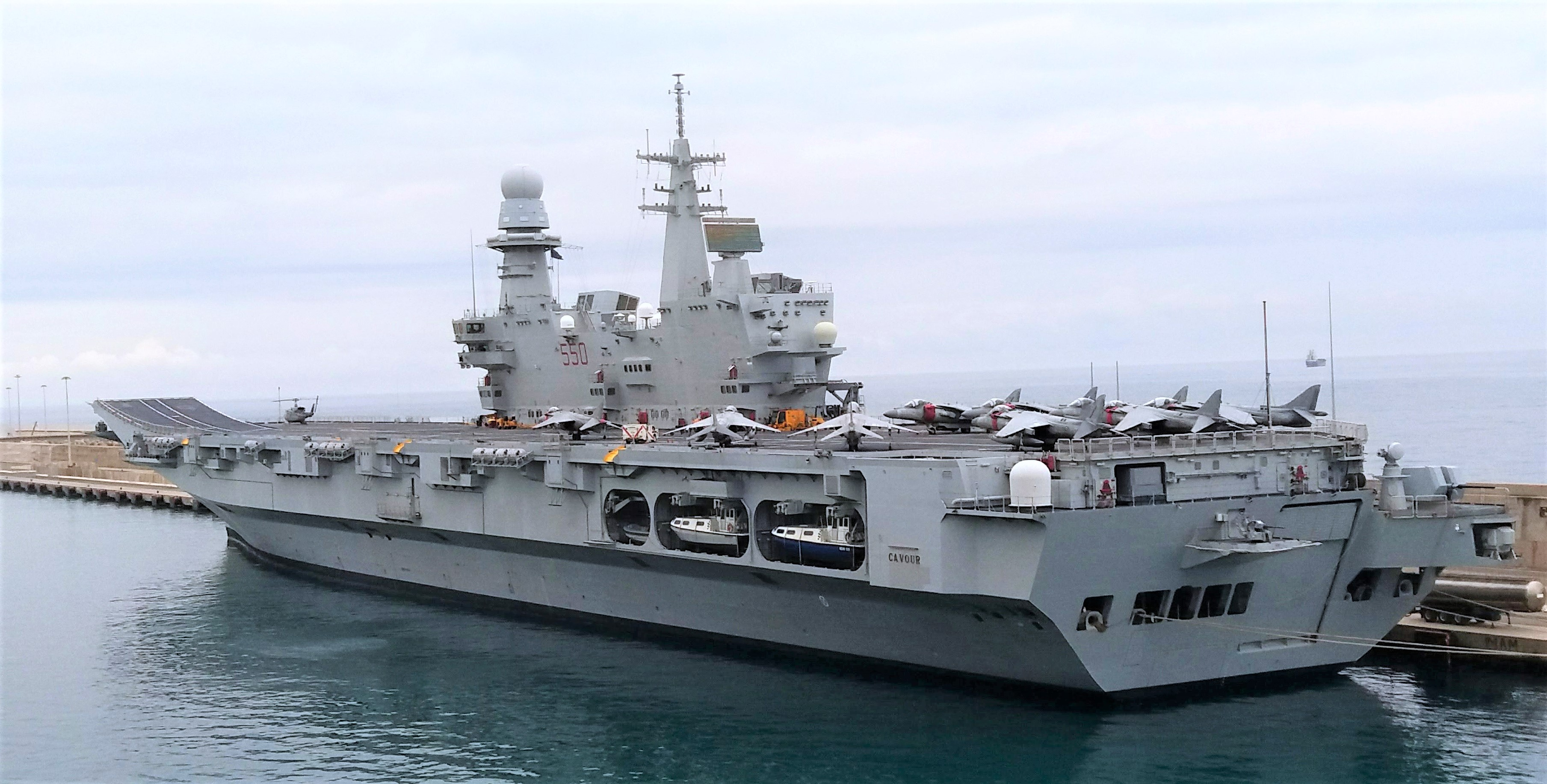
Italská lehká letadlová loď Cavour (C550)

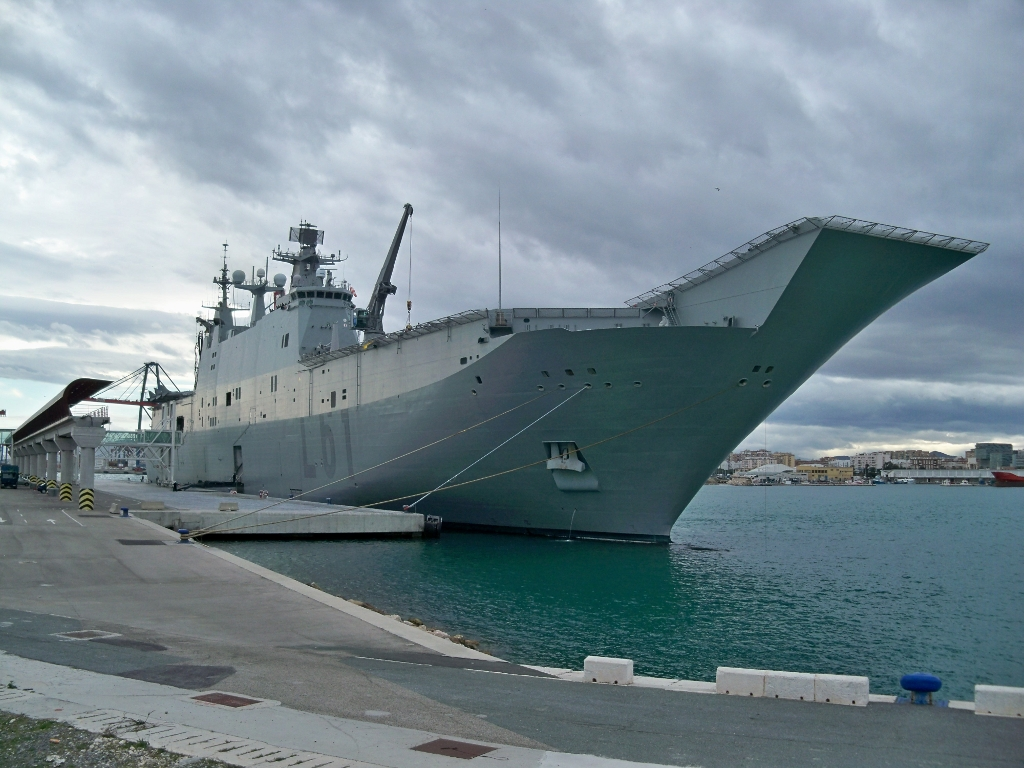
Španělská lehká letadlová loď Juan Carlos I

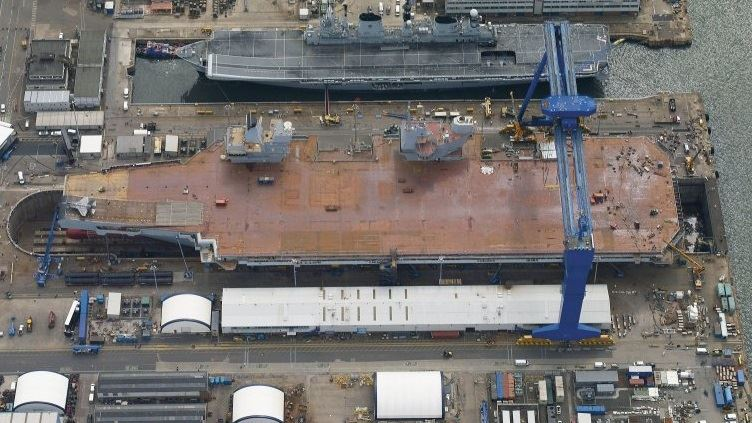
Vpředu lehká letadlová loď HMS Illustrious, vzadu letadlová loď standardní velikosti HMS Queen Elizabeth.

Lehká letadlová loď je plavidlo menší než standardní letadlová loď, typicky nese pouze polovinu až dvě třetiny počtu letadel, který je běžný pro standardní letadlové lodě. Přesná definice pojmu se však v různých zemích liší. V mnoha směrech je koncept lehkých letadlových lodí podobný charakteristice eskortních letadlových lodí, nicméně vyskytují se značné odlišnosti. Například lehké letadlové lodě dokázaly vyvinout vyšší rychlost tak, aby pluly po boku velkých letadlových lodí, zatímco eskortní lodě obvykle bránily konvoje a zajišťovaly leteckou podporu během výsadkových operací.
V americkém námořnictvu vznikly za druhé světové války dvě třídy lehkých letadlových lodí: Independence a Saipan.

## Seznam současných lehkých letadlových lodí
Itálie
- Giuseppe Garibaldi (C551)
- Cavour (C550)

Španělsko
- Juan Carlos I (L-61)

Thajsko
- HTMS Chakri Naruebet

Turecko
- TCG Anadolu (L-400)